# Luise Neupert-Keil
Luise Neupert-Keil (* 14. September 1926 in Chemnitz; † 31. Juli 2009 in Schmölln) war eine deutsche Werbegrafikerin und Scherenschnitt-Künstlerin.

## Leben und Werk
Der Mädchenname Luise Neupert-Keils war Else Luise Keil. Sie machte 1944 in Chemnitz das Staatsexamen als Kindergärtnerin, konnte ihren Beruf aber in den Kriegs- und Nachkriegswirren des Zweiten Weltkriegs nicht ausüben. Von 1947 bis 1948 besuchte sie die Kunstgewerbeschule der Stadt Leipzig. Anschließend studierte sie bis 1951 u. a. bei Elisabeth Voigt und Egon Pruggmayer an der Hochschule für Grafik und Buchkunst Leipzig. Zu ihren Kommilitonen gehörten Wolfgang Mattheuer, Gerhard Kurt Müller und Hans Neupert, den sie 1952 heiratete. Von 1951 bis 1952 studierte sie an der Textilfachschule Chemnitz.
Danach arbeitete sie mit ihrem Mann in Schmölln als freischaffende Grafikerin. Es gelang ihnen, sich als Werbegrafiker zu etablieren. Sie machten ein breites Spektrum von Arbeiten, so Entwürfe für Werbematerialien, Veranstaltungsplakate, Ausstellungs-Design, vor allem für die Leipziger Messe, Buch-Illustrationen und Buchgestaltung, baugebundene Werke in Keramik und Sgraffito, textile Collagen und Applikationen, Photographie und Malerei. Idee und Ausführung der jeweiligen Projekte wurden stets in gemeinsamer Arbeit realisiert, wobei Luise Neupert-Keil die künstlerische Ausführung, vor allem mit grazilen Federzeichnungen und kapriziösen Scherenschnitten, übernahm. Die wichtigsten Auftraggeber waren das Chemiefaserkombinat „Wilhelm Pieck“ in Schwarza und die Exportgesellschaft Wiratex mit Sitz in Berlin. 1977 erhielt Neupert, wie auch ihr Mann, den Kunstpreis der Stadt Leipzig.
In den 1980er Jahren wandt sich Luise Neupert-Keil von der angewandten der freien bildenden Kunst zu, speziell dem Scherenschnitt. Damit hatte sie schon in den 1940er Jahren begonnen, und sie hatte ihn auch in der Werbegrafik benutzt. 1948 hatte sie einen Märchenreigen geschaffen, „der im Ansatz bereits ihre Vorliebe für schwungvolle, beengte Formen aufzeigt, sich aber noch auf die traditionelle Märchendarstellung stützt.“
Neben Märchendarstellungen schuf Luise Neupert-Keils Scherenschnitte zu Werken der Weltliteratur wie die Ilias, die Odyssee oder zu biblischen Themen. Sie war eine der bedeutendsten Scherenschnitt-Künstlerinnen der DDR. 

## Rezeption
Jürgen Willersinn, der damalige Vorsitzender des Deutschen Scherenschnittvereins e.V. schreibt in der Vereinszeitung SAW 03: „… ergibt sich die Entwicklung einer Künstlerin in ihrer Zeit. Aus der Technik des Scherenschnitts heraus verstärkt sie die Bildwirkung unter dem Einfluss grafischer Techniken und entwickelt ihre eigene Formensprache zur Reife. Thematisch gelangt sie von Volks- und Kunstmärchen über die Beschäftigung mit der Weltliteratur bis zur Auflösung alle Thematischen in der Moderne.“

## Mitgliedschaften
- Bis 1990 Verband Bildender Künstler der DDR
- Deutscher Scherenschnittverein e.V.

## Buchillustrationen (mutmaßlich unvollständig)
- C. R. Goebel: Leipzig. Vom Werden der Messestadt. Prisma Verlag Zenner U. Gürchott, Leipzig 1962. (mit Hans Neupert)
- Saad Jehia: Der Omda und Schiech Soliman. Märchen und Volkserzählungen der Fellachen. Alfred Holz-Verlag, Berlin 1972. (mit Hans Neupert)
- Dietrich Mendt: Aller guten Dinge sind vier. Eine moralische Geschichte. Union Verlag, Berlin 1968. (mit Hans Neupert)
- Dietrich Mendt: Eine kleine Pause für Gott. Evangelische Verlagsanstalt, Berlin 1988.
- Johannes Berthold: Die Weihnachtsgeschichte in Reimen nacherzählt. Verlag Eltern und Kinder, 1997.
- Brigitte Müller: Aber Gott gedachte es gut zu machen. Lebensgeschichten aus der Bibel in Reimen erzählt. Verlag Eltern und Kinder, Gera 2002, ISBN 3-929938-47-2.
- Petronius Arbiter: Das Gastmahl des Trimalchio. (= Insel-bücherei. Nr. 1267). Insel Verlag, Frankfurt 2006.

## Ausstellungen (unvollständig)

### Einzelausstellungen
- 1960: Altenburg/Thür., Lindenau-Museum (Werbegrafik; mit Hans Neupert)
- 1960: Görlitz, Städtische Kunstsammlung (Werbegrafik; mit Hans Neupert)
- 1983: Borna, Galerie Torladen („Heitere kleine Formate“; mit Hans Neupert)
- 1987: Suhl, Galerie am Steinweg (mit Hans Neupert)
- 1991/1992: Kassel, Brüder-Grimm-Museum (Scherenschnitte)

### Ausstellungsbeteiligungen
- 1953, 1961, 1965 und 1974: Leipzig, Bezirkskunstausstellungen
- 1954: Karl-Marx-Stadt („Schattenbilder“)
- 1955: Berlin, Pergamon-Museum („Zeitgenössische deutsche Grafik“)
- 1958/1959 und 1967/1968: Dresden, Vierte und VI. Deutsche Kunstausstellung[3][4][5]
- 2002: Bad Oeynhausen, Deutsches Märchen- und Wesersagenmuseum („Märchen und Sagen Schwarz-Weiß. Scherenschnitte aus heutiger Zeit“)
- 2005: Holzminden („Schwarz Weiß Farbe. Dritte Gemeinschaftsausstellung des Deutschen Scherenschnittvereins.“)